# تشقيورت
تشقيورت (بالفارسية: چقیورت) هي قرية تقع في قسم تششمة لنغان الريفي في إيران. يقدر عدد سكانها بـ 394 نسمة بحسب إحصاء 2016.